# Engelbrektsplan

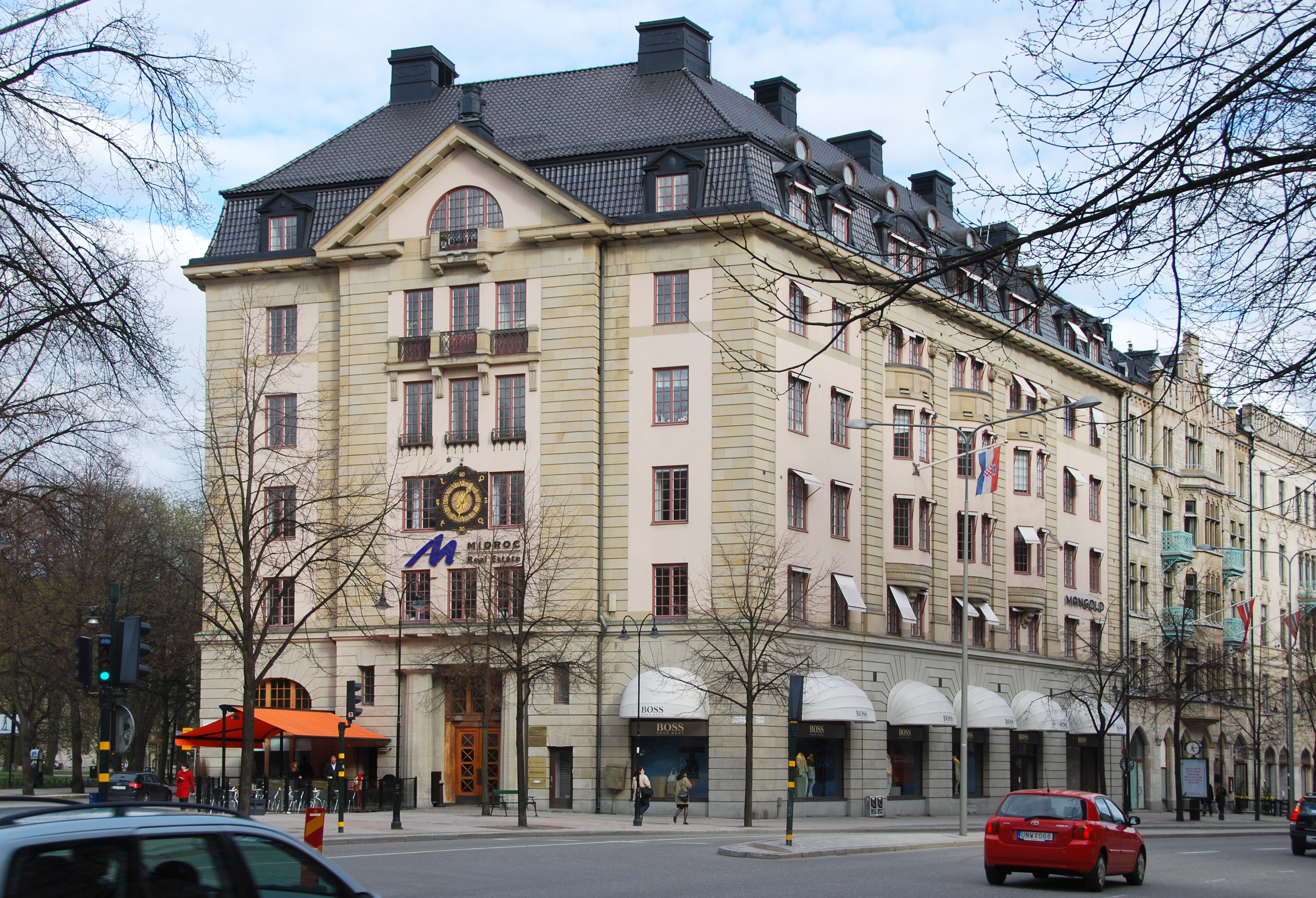
Stockholm-Roslagens Järnvägars byggnad.

Engelbrektsplan ligger vid södra slutet av Engelbrektsgatan på Östermalm i Stockholm. Platsen fick sitt nuvarande namn i samband med den stora namnrevisionen i Stockholm 1885. Namnet tillhör kategorin "fosterländska och historiska namn" och syftar på den medeltida Engelbrekt Engelbrektsson.

## Historik

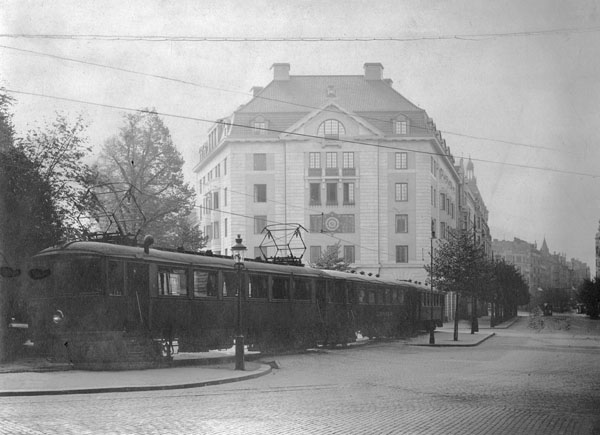
Djursholmståg vid Engelbrektsplan 1914.

Engelbrektsplan planerades först 1884 när Landbyska verken, ett tidigare bryggeri, revs (se Kvarteret Landbyska verket). Mellan 1885 och 1960 hade Djursholmsbanan respektive Roslagsbanan sin ändhållplats här. Platsens södra del domineras av det stora hörnhuset med adress Engelbrektsplan nr 2. Byggnaden uppfördes 1914 för Stockholm-Roslagens Järnvägar efter ritningar av arkitektfirman Hagström & Ekman. Huset är grönmärkt av Stadsmuseet i Stockholm, som innebär att bebyggelsen bedöms vara ”särskilt värdefull från historisk, kulturhistorisk, miljömässig eller konstnärlig synpunkt”. Järnvägsbolagets stationsur finns fortfarande kvar på fasaden. Förutom slutstation och huvudkontor för järnvägen låg även biografen Sture-Teatern i huset som öppnade den 3 november 1915 och stängde den 7 oktober 2001.
På andra sidan Birger Jarlsgatan restes 1910-1911 ett kombinerat bostads och teaterhus som till en början inrymde Nya Intima teatern. Byggnaden ritades av Carl Bergsten.
Mot norr märks det så kallade Trygghuset (adress Engelbrektsgatan 1), som ritades av arkitekt Erik Lallerstedt. Huset stod färdigt 1910 och var huvudkontor för det nystiftade försäkringsbolaget Svenska Lifförsäkringsanstalten Trygg, föregångare till dagens Trygg-Hansa.